# Gordana Siljanovska-Davkova
Gordana Siljanovska-Davkova (makedonsko Гордана Сиљановска-Давкова), profesorica prava, pravnica, * 11. maj 1953, Ohrid, SR Makedonija, Jugoslavija.
Gordana Siljanovska-Davkova je makedonska univerzitetna profesorica prava in pravnica, ki od maja 2024 opravlja funkcijo predsednice Severne Makedonije. Leta 2019 je bila kandidatka na predsedniških volitvah, kjer je v drugem krogu izgubila proti Stevu Pendarovskemu. Ponovno je kandidirala na predsedniških volitvah leta 2024 in prepričljivo premagala aktualnega predsednika države Pendarovskega. Je prva predsednica v zgodovini Severne Makedonije. Velja za nasprotnico spremembe imena države in vpisa bolgarske manjšine v ustavo pred vstopom v EU.

## Zgodnje življenje in izobrazba
Gordana Siljanovska-Davkova se je rodila 11. maja 1953 v Ohridu, v Socialistični Republiki Makedoniji, Jugoslavija (zdaj Severna Makedonija). Osnovno in srednjo šolo je končala v Skopju. Leta 1978 je diplomirala na Pravni fakulteti na Univerzi Cirila in Metoda v Skopju, kjer je tudi magistrirala. Doktorat je pridobila leta 1994 na Univerzi v Ljubljani, kjer je zagovarjala disertacijo z naslovom Lokalna samouprava – med normami in realnostjo.

## Kariera
Leta 1989 je postala docentka za politične sisteme na Pravni fakulteti v Skopju, leta 1994 pa izredna profesorica ustavnega prava in političnih sistemov. Leta 2004 je postala redna profesorica in od takrat poučuje predmete s področja ustavnega prava, političnih sistemov, sodobnih političnih sistemov in lokalne samouprave. Bila je članica Ustavne komisije Parlamenta Republike Makedonije (1990–1992) in ministrica brez resorja v prvem kabinetu Branka Crvenkovskega (1992–1994). Bila je tudi strokovnjakinja ZN in podpredsednica Neodvisne skupine za lokalno samoupravo Sveta Evrope. Bila je članica Beneške komisije (2008–2016), kjer je delovala v podkomisijah za demokratične institucije, sodstvo, Latinsko Ameriko in Svet za ustavno pravosodje. Je avtorica približno 200 znanstvenih člankov o ustavnem pravu in političnem sistemu.
Na konferenci VMRO-DPMNE (desna nacionalistična stranka) v Strugi je bila nominirana za kandidatko stranke na predsedniških volitvah leta 2019. Po nominaciji je obljubila, da bo v primeru zmage sprožila drugi referendum in državi vrnila staro ime. Premagal jo je Stevo Pendarovski iz vrst socialdemokratov.
Siljanovska je na volitvah leta 2024 ponovno kandidirala za predsednico. Tokrat je s približno 65 odstotki glasov premagala aktualnega predsednika Pendarovskega in postala prva ženska, izvoljena za predsednika Severne Makedonije.
Nekaj dni pred njeno uradno prisego na položaj predsednice je Siljanovska javno izrazila podporo za revizijo Sporazuma o dobrososedskih odnosih z Bolgarijo, ki je bil sklenjen leta 2017. Prav tako je nasprotovala vključitvi Bolgarov v ustavo države, kar je pogoj, brez katerega Severna Makedonija ne more postati članica EU. Severna Makedonija je namreč julija 2022 začela pristopna pogajanja z EU po predhodnem umiku bolgarske blokade, potem ko so v Skopju pristali na vpis bolgarske manjšine v ustavo in spremembe zgodovinskih učbenikov.
Na te izjave se je odzval vršilec dolžnosti bolgarskega premierja Dimitar Glavčev, ki je izjavil, da Bolgarija ne bo več sklepala kompromisov s Severno Makedonijo. Bolgarski predsednik Rumen Radev je dodal, da je treba spremeniti makedonsko ustavo in spoštovati pravice Bolgarov ter ustaviti sovražni govor proti Bolgariji.

## Predsedstvo
Siljanovska je 12. maja 2024 prisegla kot prva predsednica v zgodovini Severne Makedonije. V svojem inavguracijskem govoru je obljubila, da bo državo "feminizirala" in "evropeizirala" ter poudarila vlogo žensk v Severni Makedoniji. Med prisego je namesto uradnega imena "Severna Makedonija" uporabila ime "Makedonija", zaradi česar je grška veleposlanica Sophia Philippidou protestno zapustila prireditev. Grško zunanje ministrstvo je v odzivu opozorilo, da dejanja Siljanovske kršijo Prespanski sporazum in ogrožajo odnose med državama ter pristop Severne Makedonije k Evropski uniji. Grški premier Kiriakos Micotakis pa je njene izjave označil za "nezakonite in nesprejemljive". Predsednica Evropske komisije Ursula von der Leyenje na omrežju X čestitala novi makedonski predsednici, obenem pa opozorila, da je spoštovanje Prespanskega sporazuma pogoj za vstop Severne Makedonije v EU. V odgovor na odzive je njen urad sporočil, da bo spoštovala mednarodne obveznosti države, vendar je dejala, da ima "pravico uporabljati ime Makedonija kot osebno pravico do samoidentifikacije".
Po tem, ko je VMRO-DPMNE na parlamentarnih volitvah v Severni Makedoniji leta 2024 osvojila večino sedežev v parlamentu Severne Makedonije, je Siljanovska-Davkova 6. junija pozvala vodjo VMRO-DPMNE Hristijana Mickoskega, naj oblikuje novo vlado.

## Osebno življenje in pogledi
Poročena je z Blagojem Davkovom in ima dva otroka. Njen mož je odvetnik in skupaj živita že več kot 40 let.
Kot javna osebnost je med letoma 2017 in 2018 nasprotovala sprejetju zakona o razširitvi uporabe albanskega jezika. Prespanski sporazum, podpisan med Grčijo in Severno Makedonijo za rešitev spora glede imena Makedonije, meni, da je "kršitev nacionalne zakonodaje" in "resna kršitev kolektivnih in individualnih človekovih pravic državljanov Makedonije". Nasprotuje Sporazumu o dobrososedskih odnosih, podpisanem z Bolgarijo, ki ga Davkova ocenjuje kot nevzajemnega, in nasprotuje priznanju Bolgarov v Severni Makedoniji kot uradne etnične manjšine, ki ga Davkova ocenjuje kot nevzajemnega.